# Monsieur le député
Pour plus de détails, voir Fiche technique et Distribution.
Monsieur le député, ou Un monsieur distingué au Québec (The Distinguished Gentleman) est un film américain réalisé par Jonathan Lynn, sorti en 1992.

## Synopsis
Thomas Jefferson Johnson est un petit escroc qui devient vite un grand politicien, par des méthodes un peu douteuses. Il obtient donc un siège au congrès américain. C'est alors qu'il va dénoncer une intrigue politique et se faire énormément d'argent sans avoir besoin d'user de ses dons d'escrocs et uniquement grâce à son pouvoir nouvellement acquis !

## Fiche technique
- Titre français : Monsieur le député
- Titre original : The Distinguished Gentleman
- Titre québécois : Un monsieur distingué
- Réalisation : Jonathan Lynn
- Scénario : Marty Kaplan
- Musique : Randy Edelman
- Photographie : Gabriel Beristain
- Montage : Barry B. Leirer & Tony Lombardo
- Production : Leonard Goldberg & Michael Peyser
- Société de production : Hollywood Pictures
- Société de distribution : Buena Vista Pictures
- Pays :  États-Unis
- Langue : Anglais
- Genre : Comédie
- Durée : 112 min
- Format : Couleur - Dolby - 35 mm - 1.85:1
- Budget : 50 millions de dollars
- Dates de sortie :
  -  États-Unis : 4 décembre 1992
  -  France : 21 avril 1993

## Distribution
Légende : VF = Version française[réf. nécessaire] / VQ = Version québécoise
- Eddie Murphy (VF : Med Hondo ; VQ : Jacques Lavallée) : Thomas Jefferson Johnson
- Lane Smith (VF : Roland Ménard ; VQ : Ronald France) : Dick Dodge
- Sheryl Lee Ralph (VF : Maïk Darah ; VQ : Johanne Léveillé) : Miss Loretta
- Joe Don Baker (VF : Marc Cassot ; VQ : Guy Nadon) : Olaf Andersen
- Victoria Rowell (VF : Rafaèle Moutier ; VQ : Aline Pinsonneault) : Celia Kirby
- Grant Shaud (VF : Denis Boileau ; VQ : Sébastien Dhavernas) : Arthur Reinhardt
- Kevin McCarthy (VF : Jacques Thébault ; VQ : Vincent Davy) : Terry Corrigan
- Charles S. Dutton (VF : Sady Rebbot ; VQ : Victor Désy) : Elijah Hawkins
- Victor Rivers (VQ : Jean-Luc Montminy) : Armando
- Chi McBride (VF : Pascal Renwick ; VQ : Éric Gaudry) : Homer
- Sonny Jim Gaines (VF : Gérard Essomba) : Van Dyke
- Doris Grau (VF : Jacqueline Porel) : Hattie Rifkin
- Noble Willingham (VF : Jacques Dynam ; VQ : Yves Massicotte) : Zeke Bridges
- Susan Forristal (VF : Frédérique Tirmont) : Ellen Juba
- Autumn Winters : Mickey Juba
- Gary Frank (VF : Jean-Philippe Puymartin) : Iowa
- Daniel Benzali (VF : Serge Lhorca) : 'Skeeter' Warburton
- Cynthia Harris (en) (VF : Marion Loran ; VQ : Dyne Mousso) : Vera Johnson
- James Garner (VF : Pierre Hatet ; VQ : Jean-Louis Roux) : Jeff Johnson
- Frances Foster : Grand-mère
- Sarah Carson (VF : Martine Irzenski) : Kimberly
- John Doolittle (VF : Michel Mella) : Ira Schecter
- Brad Koepenick (VF : Vincent Violette) : Rafe Simon

## Distinctions

### Récompenses
- 1993 : film récompensé aux Environmental Media Awards
- 2001 : Special Award au Political Film Society (de)
- 2002 : Special Award au Political Film Society (de)